# Rokitki (Czarna Dąbrówka)
Rokitki (deutsch Klein Rakitt, kasch. Môłé Roczitczi) ist ein kaschubisches Dorf in der polnischen Woiwodschaft Pommern. Es gehört zur Gemeinde Czarna Dąbrówka (Schwarz Damerkow) im Powiat Bytowski (Kreis Bütow).

## Geographische Lage und Verkehrsanbindung
Rokitki liegt in Hinterpommern, am westlichen Ufer des früher so genannten Paschkenbachs in einer sehr sandigen Gegend. Das Dorf ist von Rokity (Groß Rakitt) an der Woiwodschaftsstraße 211 aus in einem Kilometer Entfernung zu erreichen. Eine Nebenstraße von Oskowo (Wutzkow) nach Jasień (Jassen) durchzieht den Ort. Bis 1945 bestand Bahnanschluss über die fünf Kilometer entfernte Station Helnenhof (heute polnisch: Kostroga) an der Bahnstrecke Lauenburg–Bütow (Lębork–Bytów).

## Geschichte
Der historischen Dorfform nach war das ehemals Klein Rakitt genannte Dorf ein Gassendorf. Im Jahre 1505 war es ein Pirchsches, danach ein Münchowsches Lehen. Nach einem Konkurs wurde es 1766 dem Hauptmann Friedrich von Somnitz zuerkannt, ging dann auf dessen Mutter, dann auf Carolina Papstein über und kam in danach in den Besitz des Landrats Johann von Brun und schließlich in das Eigentum von Kaspar von Massow.
Um 1784 gab es in Klein Rakitt vier Bauern, einen Halbbauern, auf der Feldmark den Paschkenkrug und insgesamt sechs Haushaltungen. 1856 kaufte Ernst Benjamin Kratz Klein Rakitt. Zuletzt war Klein Rakitt ein reines Bauerndorf, in dem es 1939 insgesamt 26 landwirtschaftliche Betriebe gab.
Im Jahre 1910 waren in Klein Rakitt 178 Einwohner registriert, deren Zahl vor 1945 fast gleichbleibend war: 1933: 178, 1939: 171.
Bis 1945 gehörten zur Gemeinde Klein Rakitt sechs Ortsteile:
- Erlenbruch
- Fichtbusch
- Friedrichsthal
- Klein Rakitt
- Mühle
- Paschkenkrug

Die Gemeinde lag im Amts- und Standesamtsbezirk Bochowke (1938 bis 1945 Hohenlinde, heute polnisch: Bochówko) und im Amtsgerichtsbereich Lauenburg in Pommern (Lębork). Er gehörte zum Landkreis Stolp im Regierungsbezirk Köslin der preußischen Provinz Pommern.
Gegen Ende des Zweiten Weltkriegs wurde Klein Rakitt am 9. März 1945 von sowjetischen Truppen besetzt. Nach Kriegsende wurde Klein Rakitt zusammen mit ganz Hinterpommern unter polnische Verwaltung gestellt. Klein Rakitt wurde in Rokitki umbenannt. Die gesamte Dorfbevölkerung wurde vertrieben.
Später wurden in der BRD 63 und in der DDR 58 aus Klein Rakitt vertriebene Dorfbewohner ermittelt.
Das Dorf hat heute etwa 120 Einwohner, ist Sitz eines Schulzenamtes und gehört zur Gmina Czarna Dąbrówka im Powiat Bytowski in der Woiwodschaft Pommern (1975 bis 1998 Woiwodschaft Słupsk).

## Kirche
Klein Rakitt war bis 1945 ein evangelisch geprägter Ort. Es gehörte bis 1909 zum Kirchspiel Mickrow (heute polnisch: Mikorowo) und dann zum neugegründeten Kirchspiel Groß Rakitt (Rokity) im Kirchenkreis Stolp-Altstadt in der Kirchenprovinz Pommern der Kirche der Altpreußischen Union. Der letzte deutsche Geistliche war Pfarrer Kurt Hübner.
Seit 1945 lebt in Rokitki eine überwiegend katholische Bevölkerung. Der Bezug zum Pfarrsitz Rokity ist geblieben, doch liegt die Pfarrei nunmehr im Dekanat Łupawa (Lupow) im Bistum Pelplin der Katholischen Kirche in Polen. Hier lebende evangelische Kirchenglieder gehören nun zur Kreuzkirchengemeinde in Słupsk (Stolp) in der Diözese Pommern-Großpolen der Evangelisch-Augsburgischen Kirche in Polen.

## Schule
In der im Jahre 1932 einstufigen Volksschule in Klein Rakitt unterrichtete ein Lehrer 50 Schulkinder. Hierher kamen auch die Schülerinnen und Schüler aus Bochowke (1938–45 Hohenlinde, heute polnisch: Bochówko). Die letzten deutschen Lehrer waren Gustav Hoppe und Gerhard Junghans.